# Марко Шарић
Марко Шарић (Земун, 28. новембра 1998) српски је фудбалер.

## Статистика

### Клупска
Ажурирано 3. новембра 2023.
|                            |          |                       |     |    |    |   |   |   |   |   |     |    |  |  |
| Чукарички                  | 2015/16. | Суперлига Србије      | 0   | 0  | 0  | 0 | — | — | — | — | 0   | 0  |  |  |
| Чукарички                  | 2016/17. | Суперлига Србије      | 5   | 0  | 0  | 0 | — | — | — | — | 5   | 0  |  |  |
| Чукарички                  | 2017/18. | Суперлига Србије      | 0   | 0  | 0  | 0 | — | — | — | — | 0   | 0  |  |  |
|                            |          |                       |     |    |    |   |   |   |   |   |     |    |  |  |
| ИМТ (позајмица)            | 2017/18. | Српска лига Београд   | 13  | 8  | —  | — | — | — | — | — | 13  | 8  |  |  |
|                            |          |                       |     |    |    |   |   |   |   |   |     |    |  |  |
| Чукарички                  | 2018/19. | Суперлига Србије      | 8   | 1  | 2  | 0 | — | — | — | — | 10  | 1  |  |  |
| Чукарички                  | 2019/20. | Суперлига Србије      | 0   | 0  | 0  | 0 | 0 | 0 | — | — | 0   | 0  |  |  |
| Чукарички                  | 2020/21. | Суперлига Србије      | 7   | 1  | 1  | 0 | — | — | — | — | 8   | 1  |  |  |
| Чукарички                  | Укупно   | Укупно                | 20  | 2  | 3  | 0 | 0 | 0 | — | — | 23  | 2  |  |  |
|                            |          |                       |     |    |    |   |   |   |   |   |     |    |  |  |
| Раднички Пирот (позајмица) | 2019/20. | Прва лига Србије      | 7   | 1  | —  | — | — | — | — | — | 7   | 1  |  |  |
|                            |          |                       |     |    |    |   |   |   |   |   |     |    |  |  |
| Рад (позајмица)            | 2020/21. | Суперлига Србије      | 18  | 5  | —  | — | — | — | — | — | 18  | 5  |  |  |
|                            |          |                       |     |    |    |   |   |   |   |   |     |    |  |  |
| Металац Горњи Милановац    | 2021/22. | Суперлига Србије      | 19  | 3  | 2  | 0 | — | — | — | — | 21  | 3  |  |  |
|                            |          |                       |     |    |    |   |   |   |   |   |     |    |  |  |
| Нефчи Фергана              | 2022.    | Суперлига Узбекистана | 8   | 0  | 1  | 0 | — | — | — | — | 9   | 0  |  |  |
|                            |          |                       |     |    |    |   |   |   |   |   |     |    |  |  |
| Напредак Крушевац          | 2022/23. | Суперлига Србије      | 35  | 5  | 3  | 1 | — | — | — | — | 38  | 6  |  |  |
|                            |          |                       |     |    |    |   |   |   |   |   |     |    |  |  |
| Ћингдао Хаиниу             | 2023.    | Суперлига Кине        | 8   | 2  | 1  | 2 | — | — | — | — | 9   | 4  |  |  |
|                            |          |                       |     |    |    |   |   |   |   |   |     |    |  |  |
| Каријера                   | Каријера | Каријера              | 128 | 26 | 10 | 3 | 0 | 0 | — | — | 138 | 29 |  |  |
|                            |          |                       |     |    |    |   |   |   |   |   |     |    |  |  |

### Утакмице у дресу репрезентације
| Репрезентација Србије у узрасту до 18 година старости | Репрезентација Србије у узрасту до 18 година старости                    | Репрезентација Србије у узрасту до 18 година старости                    | Репрезентација Србије у узрасту до 18 година старости                    | Репрезентација Србије у узрасту до 18 година старости                    | Репрезентација Србије у узрасту до 18 година старости                    | Репрезентација Србије у узрасту до 18 година старости                    | Репрезентација Србије у узрасту до 18 година старости | Репрезентација Србије у узрасту до 18 година старости | Репрезентација Србије у узрасту до 18 година старости |
| #                                                     | Датум                                                                    | Такмичење                                                                | Локација                                                                 | Домаћин                                                                  | Резултат                                                                 | Гост                                                                     | Мин.                                                  | Гол                                                   | Реф.                                                  |
| ----------------------------------------------------- | ------------------------------------------------------------------------ | ------------------------------------------------------------------------ | ------------------------------------------------------------------------ | ------------------------------------------------------------------------ | ------------------------------------------------------------------------ | ------------------------------------------------------------------------ | ----------------------------------------------------- | ----------------------------------------------------- | ----------------------------------------------------- |
| 1.                                                    | 10. новембар 2015.                                                       | Пријатељска утакмица                                                     | Градски стадион, Ополе                                                   | Пољска                                                                   | 0 : 2                                                                    | Србија                                                                   |                                                       |                                                       | [ 26 ]                                                |
| 2.                                                    | 12. новембар 2015.                                                       | Пријатељска утакмица                                                     | Градски стадион, Ополе                                                   | Пољска                                                                   | 5 : 0                                                                    | Србија                                                                   |                                                       |                                                       | [ 28 ]                                                |
| 2                                                     | Укупан број утакмица, постигнутих погодака и минута проведених на терену | Укупан број утакмица, постигнутих погодака и минута проведених на терену | Укупан број утакмица, постигнутих погодака и минута проведених на терену | Укупан број утакмица, постигнутих погодака и минута проведених на терену | Укупан број утакмица, постигнутих погодака и минута проведених на терену | Укупан број утакмица, постигнутих погодака и минута проведених на терену |                                                       | 0                                                     | [ 29 ]                                                |

| Репрезентација Србије у узрасту до 19 година старости | Репрезентација Србије у узрасту до 19 година старости                    | Репрезентација Србије у узрасту до 19 година старости                    | Репрезентација Србије у узрасту до 19 година старости                    | Репрезентација Србије у узрасту до 19 година старости                    | Репрезентација Србије у узрасту до 19 година старости                    | Репрезентација Србије у узрасту до 19 година старости                    | Репрезентација Србије у узрасту до 19 година старости | Репрезентација Србије у узрасту до 19 година старости | Репрезентација Србије у узрасту до 19 година старости |
| #                                                     | Датум                                                                    | Такмичење                                                                | Локација                                                                 | Домаћин                                                                  | Резултат                                                                 | Гост                                                                     | Мин.                                                  | Гол                                                   | Реф.                                                  |
| ----------------------------------------------------- | ------------------------------------------------------------------------ | ------------------------------------------------------------------------ | ------------------------------------------------------------------------ | ------------------------------------------------------------------------ | ------------------------------------------------------------------------ | ------------------------------------------------------------------------ | ----------------------------------------------------- | ----------------------------------------------------- | ----------------------------------------------------- |
| 1.                                                    | 14. децембар 2016.                                                       | Пријатељска утакмица                                                     | Сан Бенедето                                                             | Италија                                                                  | 0 : 0                                                                    | Србија                                                                   |                                                       |                                                       | [ 30 ]                                                |
| 2.                                                    | 7. март 2017.                                                            | Пријатељска утакмица                                                     | Кућа фудбала, Стара Пазова                                               | Србија                                                                   | 0 : 5                                                                    | Босна и Херцеговина                                                      |                                                       |                                                       | [ 31 ]                                                |
| 3.                                                    | 9. март 2017.                                                            | Пријатељска утакмица                                                     | Кућа фудбала, Стара Пазова                                               | Србија                                                                   | 3 : 3                                                                    | Босна и Херцеговина                                                      |                                                       |                                                       | [ 32 ]                                                |
| 3                                                     | Укупан број утакмица, постигнутих погодака и минута проведених на терену | Укупан број утакмица, постигнутих погодака и минута проведених на терену | Укупан број утакмица, постигнутих погодака и минута проведених на терену | Укупан број утакмица, постигнутих погодака и минута проведених на терену | Укупан број утакмица, постигнутих погодака и минута проведених на терену | Укупан број утакмица, постигнутих погодака и минута проведених на терену |                                                       | 0                                                     | [ 33 ]                                                |